# Віла-Соня (округ Сан-Паулу)
Віла-Соня (порт. Vila Sônia) — округ у східній частині міста Сан-Паулу, частина субпрефектури Бутантан. Округ зв'язаний з центром міста Лінією 4 метро, що закінчується тут станцією Віла-Соня.